# مسابقات ورزش‌های آبی اروپا ۱۹۸۷
مسابقات ورزش‌های آبی اروپا ۱۹۸۷ از ‍۱۶ تا ۲۳ آگوست ۱۹۸۷ در شهر استراسبورگ، فرانسه برگزار شده است.

## جدول مدال‌ها
میزبان 
| رتبه  | کشور               | طلا | نقره | برنز | مجموع |
| ۱     | آلمان شرقی         | ۱۸  | ۱۳   | ۱۰   | ۴۱    |
| ۲     | اتحاد جماهیر شوروی | ۶   | ۹    | ۶    | ۲۱    |
| ۳     | آلمان غربی         | ۴   | ۴    | ۹    | ۱۷    |
| ۴     | مجارستان           | ۳   | ۲    | ۱    | ۶     |
| ۵     | فرانسه             | ۳   | ۱    | ۲    | ۶     |
| ۶     | رومانی             | ۲   | ۱    | ۵    | ۸     |
| ۷     | بریتانیای کبیر     | ۲   | ۱    | ۱    | ۴     |
| ۸     | هلند               | ۲   | ۱    | ۰    | ۳     |
| ۹     | سوئد               | ۱   | ۰    | ۱    | ۲     |
| ۱۰    | ایتالیا            | ۰   | ۳    | ۲    | ۵     |
| ۱۱    | اتریش              | ۰   | ۲    | ۰    | ۲     |
| ۱۲    | سوئیس              | ۰   | ۱    | ۳    | ۴     |
| ۱۳    | دانمارک            | ۰   | ۱    | ۱    | ۲     |
| ۱۴    | بلژیک              | ۰   | ۱    | ۰    | ۱     |
| ۱۴    | یوگسلاوی           | ۰   | ۱    | ۰    | ۱     |
| مجموع | مجموع              | ۴۱  | ۴۱   | ۴۱   | ۱۲۳   |